# 周传瑛
周传瑛（1912年—1988年2月16日），原名周根荣，江苏苏州人，中国昆曲表演艺术家，传字辈演员。工小生，主巾生、鞋皮生、翎子生、小冠生。

## 生平
1921年进入昆剧传习所学习，师承沈月泉，工小生。代表作品《雷峰塔》、《红梨记》、《玉簪记》、《十五贯》。
1956年起长期担任浙江昆剧团团长，后又任全国昆剧研究会副会长等职。
1988年于杭州病逝。

## 著作
曾著有《昆剧生涯六十年》。

## 家庭
其兄周传铮同为传字辈演员，工净角。

## 外部連結
- 师徒相传：王斌老师讲述周传瑛、张娴先生 （页面存档备份，存于）